# Liste der Monuments historiques in Jouey
Die Liste der Monuments historiques in Jouey führt die Monuments historiques in der französischen Gemeinde Jouey auf.

## Liste der Immobilien
| Bezeichnung          | Beschreibung | Standort                         | Kennzeichnung | Schutzstatus | Datum | Bild           |
| -------------------- | --- | -------------------------------- | ------------- | ------------ | ----- | -------------- |
| Château de Promenois | Burg, 14. Jahrhundert, im 17. und 18. Jahrhundert zum Schloss umgebaut; mit Wirtschaftsgebäuden und Flankierungstürmen | Promenois, rue du Château (Lage) | PA00112496    | Inscrit      | 1976  | weitere Bilder |

## Liste der Objekte
| Bezeichnung                           | Beschreibung                          | Standort                      | Kennzeichnung | Schutzstatus | Datum | Bild |
| ------------------------------------- | ------------------------------------- | ----------------------------- | ------------- | ------------ | ----- | ---- |
| Gemälde Heimkehr des verlorenen Sohns | Ölfarbe auf Leinwand, 17. Jahrhundert | in der Kirche St-Léger (Lage) | PM21003372    | Inscrit      | 1972  |      |